# Centenário do Sul (ort)
Centenário do Sul är en ort i Brasilien.   Den ligger i kommunen Centenário do Sul och delstaten Paraná, i den södra delen av landet, 900 km sydväst om huvudstaden Brasília. Centenário do Sul ligger 491 meter över havet och antalet invånare är 8 357.
Terrängen runt Centenário do Sul är huvudsakligen platt. Centenário do Sul ligger uppe på en höjd. Runt Centenário do Sul är det ganska glesbefolkat, med 29 invånare per kvadratkilometer.. Det finns inga andra samhällen i närheten.
Omgivningarna runt Centenário do Sul är en mosaik av jordbruksmark och naturlig växtlighet.